# Goodnight Goodnight
„Goodnight Goodnight“ е песен на американската поп-рок група Maroon 5, издадена също и като петия сингъл от албума им It Won't Be Soon Before Long. Автори на песента са вокалистът Адам Лавин и китаристът Джеймс Валънтайн, а продуценти са Майк Елизондо, Марк Стънт и Maroon 5. Видео клипът на песента е създаден от Марк Уеб, а премиерата му е на 21 август 2008 година.